# مايك جاكسون (سياسي أمريكي)
مايك جاكسون (بالإنجليزية: Mike Jackson)‏ هو سياسي أمريكي، ولد في 20 أغسطس 1953 في باتون روج في الولايات المتحدة. حزبياً، نشط في الحزب الجمهوري. وقد انتخب عضو مجلس ولاية تكساس.